# Та, що біжить по хвилях (фільм, 1967)
«Та, що біжить по хвилях» (болг. «Бягаща по вълните», рос. Бегущая по волнам) — спільний радянсько-болгарський художній фільм 1967 року, режисера Павла Любимова за мотивами однойменного роману (в українському перекладі «Стрімкіша за хвилі») письменника Олександра Гріна.

## Сюжет
Піаніст Гарвей (Сава Хашимов), який їде на гастролі (і шалено від них втомлений), виходить з вагона поїзда на маленькій станції, щоб купити сигарет. Там він дізнається у продавчині, що вигадані Олександром Гріном міста існують насправді і до них легко доїхати, просто сівши в автобус. Піаніст залишається на пероні, кидаючи у поїзді, що відходить, свого продюсера, і пішки йде до Лісса. Вранці він уже на місці. Там на березі моря він зустрічає дивну дівчину — Біче Сенієль (Маргарита Терехова), в яку закохується з першого погляду. Потім він знайомиться з власником вітрильника «Та, що біжить по хвилях» капітаном Гезом (Ролан Биков) і як пасажир вирушає в плавання. Під час плавання корабель робить зупинку в Дагоні і бере на борт кількох пасажирок. Після сварки з п'яним капітаном, який образив дівчину, Гарвея силоміць садять в шлюпку і залишають одного в нічному морі. Перед задрімавшим на хвилях Гарвеєм з'являється прекрасна дівчина, схожа на Біче (хоча вона і каже йому, що вона не Біче, а Фрезі Грант), і веде розмову з ним. Дівчина-видіння передбачає йому зустріч з пароходиком, який його врятує, і з дівчиною на ім'я Дейзі. Так все і відбувається…

## У ролях
- Сава Хашимов —  Томас Гарвей
- Маргарита Терехова —  Біче Сенієль, Фрезі Грант
- Ролан Биков —  Гез, капітан корабля «Та, що біжить по хвилях»
- Наталія Богунова —  Дезі Гарвей
- Олег Жаков —  Проктор
- Євген Фрідман —  Бутлер
- Володимир Лемпорт — епізод
- Микола Сіліс — епізод
- Євстатій Стратев —  Лех
- Василь Попилієв —  Тобогган
- Йордан Матев —  комісар

## Знімальна група
- Автор сценарію: Олександр Галич
- Режисер: Павло Любимов
- Оператор: Стоян Зличкін
- Художники: А. Денков, Г. Панфілова
- Композитор: Ян Френкель
- Автор пісень (слова, музика і виконання): Олександр Галич
- Звукооператор: Леонард Бухов
- Державний симфонічний оркестр кінематографії
  - Диригент: Емін Хачатурян